# Noordse mythologie

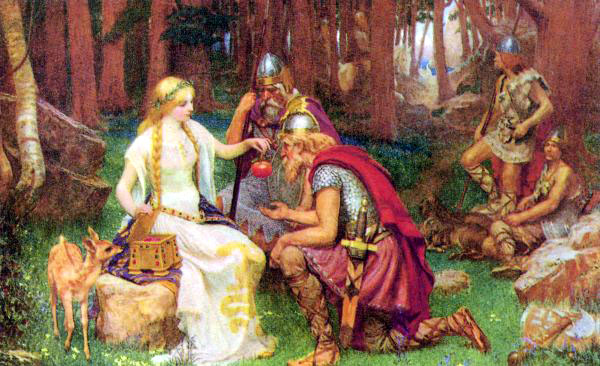
Iðunn en de appels van de jeugd

De noordse mythologie is, zeker in West-Europa, een van de bekendere mythologieën, samen met onder andere de Griekse, Romeinse, Egyptische en de Germaanse mythologie. Van deze laatste mythologie maakt de noordse mythologie deel uit; ze kent grotendeels dezelfde goden en helden. Maar zij wordt toonaangevend beschouwd als voorbeeldfunctie voor het geheel der oudere mythologieën van het noordelijke deel van Europa (in tegenstelling tot het geromaniseerde zuidelijke deel). De reden hiervoor is tweeledig:
- Zij hield een paar honderd jaar langer stand tegen de kerstening: de Kerstening van Scandinavië vond pas plaats in de 12e eeuw (die van het huidige Nederland bijv. reeds in de 8e en 9e eeuw)
- Er zijn de meest volledige teksten van overgeleverd.

De invloed van deze mythologie is in de Lage Landen nog merkbaar, omdat zij haar oorsprong niet ver van deze landen vindt en er ook in omgang was als Nederlandse mythologie. De noordse mythologie koppelen we aan de Noormannen of Vikingen, toenmalige bewoners van de Scandinavische landen, maar de mythen en sagen bestonden al lang voor hen en waren deels afkomstig uit omliggende landen zoals het huidige Duitsland. Volgens auteurs zoals Jan de Vries zijn er zelfs Indo-Europese sporen en parallellen met elementen uit de Indiase mythologie in deze zeer oude orale verhalentraditie terug te vinden, die uiteindelijk deels is neergeschreven in de Edda. Dit zou volgens sommige historici terug te voeren zijn op een nog oudere Indo-Europese mythologie. (Finland heeft een meer eigen mythologie.)

## Schepping

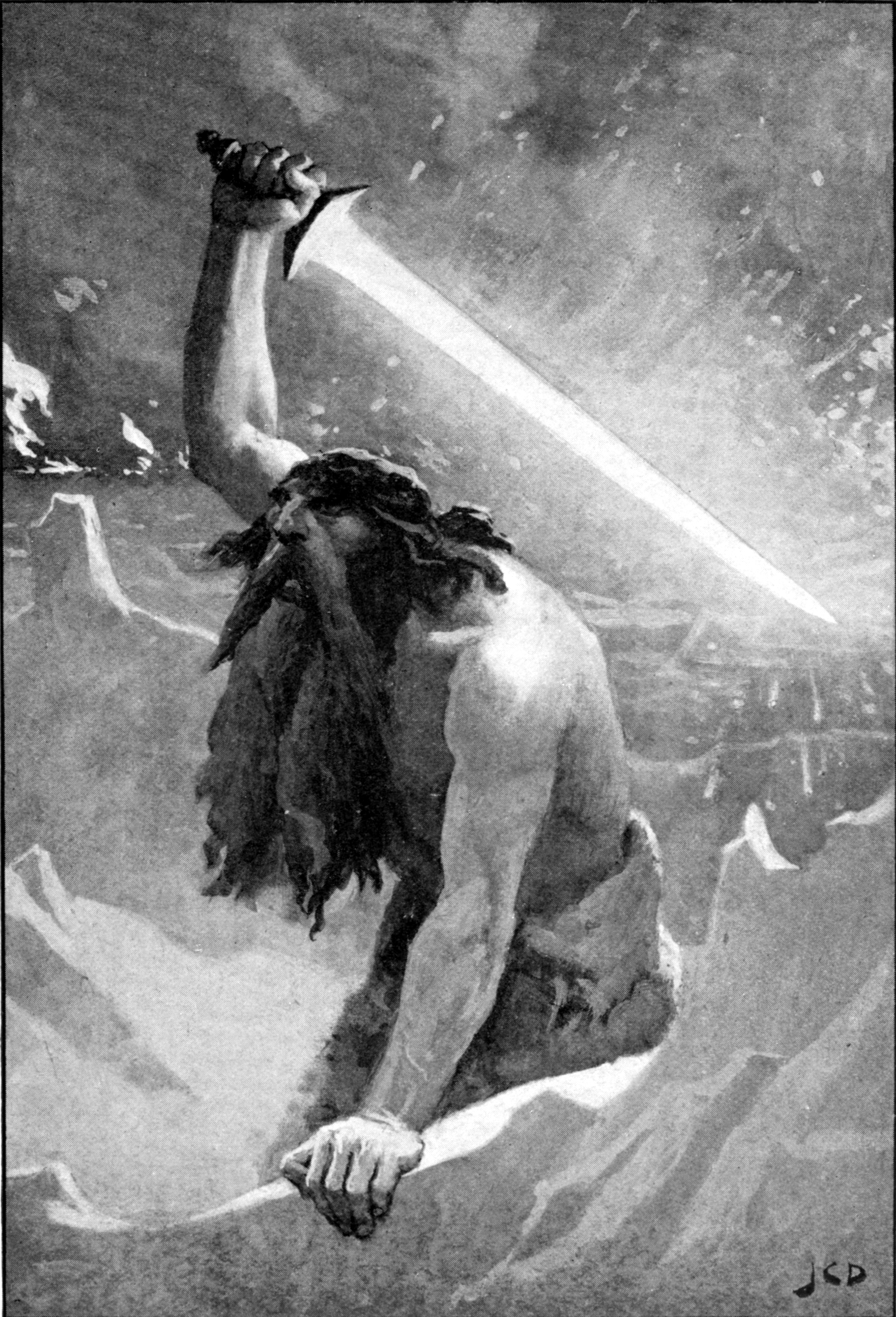
Surt met Surtalogi

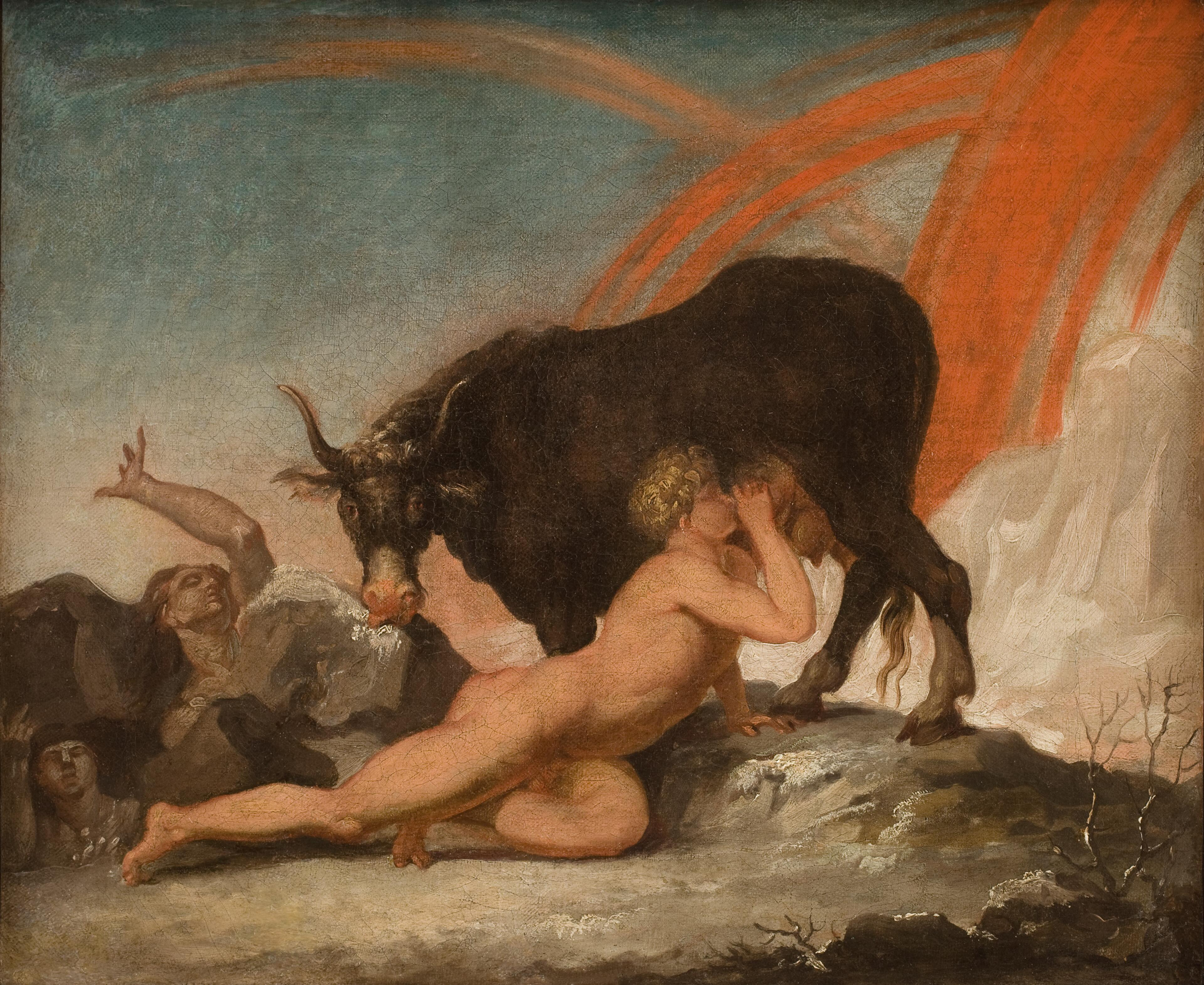
Auðumbla en Ymir

De Oud-Europese volkeren, waaronder de Vikingen, hadden, net als vele andere culturen, een scheppingsverhaal.
In het begin was het universum verdeeld in twee delen gescheiden door een grote kloof, de Ginnungagap (gapende leegte). Aan de ene kant was er licht en hitte en het eerste deel bestond dan ook uit vuur en werd bewoond door vuurreuzen. De naam van dit gebied was Muspelheim. De leider was Surtur (Zwart).
Aan de andere kant was er koud nevelig duister, want het tegendeel bestond uit ijs en rijp. Dit gebied werd Niflheim genoemd. In dat ijselijk gedeelte leefde een oerkoe, Audhumbla genaamd. Zij likte steeds aan het ijs, haar bron van voedsel. Door het ijs te likken bevrijdde ze de ijsreus Ymir, die door Audhumbla ook meteen voedsel had, namelijk haar melk. Als hij iets pittigers wilde, ging hij naar de rand van de kloof, stak zijn hand omhoog zodat het roet van de vuurwereld erop bleef hangen en likte dit af.
Audhumbla likte ook nog een andere reus, Búri, vrij uit het ijs. Deze oerreus is de stamvader van alle reuzen en goden. Uit hem is ook de reus Borr voortgekomen die samen met de reuzin Bestla drie zonen kreeg: Odin, Vili en Vé. Zij zijn de drie eerste goden. Deze drie zonen van Borr doodden Ymir, die een soort reuzenplant was geworden, omdat hij het licht wegnam. De drie broers brachten Ymir naar de Oerruimte en maakten uit zijn lichaam de wereld zoals wij die kennen. Zijn levenssap (of bloed) werden meren en zeeën, uit zijn vlees kwam de aarde voort en de bergen uit zijn botten. Stenen en keien waren uit zijn kiezen en botsplinters gemaakt. Zijn bloed (de zee) hield de wereld bijeen. De drie broers namen zijn schedel en maakten hiervan het uitspansel. Dit werd over de wereld geplaatst en werd verlicht door de hemellichamen.
De mensen werden gemaakt van het hout dat de zonen van Borr op het strand vonden. Ze waren zonder leven; daarom gaf Odin hen adem, leven en spraak. Vili gaf hun bewustzijn en beweeglijkheid en Vé het uiterlijk en gehoor. De drie goden gaven hun ook kleding en een naam: Ask en Embla. Ask was de man en Embla de vrouw. Van hen stamde het menselijk geslacht af.
Bifröst, een regenboog, is de brug die de goden maakten. Zij leidt naar de hemel en bestaat uit vlammen. Om die reden berijden de goden ze te paard, behalve Thor: hij moet lopen omdat hij zijn paard verloren had. Daardoor moet hij tevens eerst door twee rivieren om zijn voeten te blussen voordat hij de hemel in komt. Enkel de Asen moeten naar de hemel, want daar, bij de voet van Yggdrasil, moeten zij bij de bron van Urd rechtspreken.
Yggdrasil is de heilige wereldboom: zijn takken spreiden zich uit over de gehele hemel en ver daarboven. Zijn drie wortels houden hem staande, slechts één daarvan steunt op de wereld. Deze levensboom wordt bevolkt door allerhande magische wezens, waaronder elfen en draken.

### Wereldbeeld
De goden schiepen achtereenvolgens negen werelden:
- Asgaard was het domein van de Asen (goden), hier bevindt zich ook het Walhalla.
- Vanaheim was het domein van de Wanen (goden)
- Midgaard was de woonplaats van de mensen.
- Jotunheim was het domein van de Thursen en Joten (reuzen)
- Helheim is de plaats waar de gewone doden naartoe gaan.
- Alfheim waar in het algemeen eerst alle elfen woonden.
- Svartalfheim is de onderwereld, waar de dwergen en zwarte elfen wonen.
- Muspell is de vuurwereld, waar Surtur wacht.
- Niflheim is de donkere, mistige wereld.

De wereldsamenhang wordt gezien als een boom, Yggdrasil, waarin de verschillende werelden hun plaats hebben in ruimte en tijd. Ooit zal ook deze samenhang verloren gaan (in de Ragnarok vlak na de Fimbulvetrtijd). Maar daarna verrijst hij opnieuw met een nieuwe wereld.

## Goden

### Families
De goden zijn onderverdeeld in twee families: de Asen (en Asinnen) en de Wanen. Die splitsing kwam er toen Odin, Vili en Ve hun eigen weg gingen. Vili en Ve waren tevreden met de schepping en wilden erin rondtrekken. Odin was echter nog niet tevreden. Zo ontstonden de Asen, volgelingen van Odin, en de Wanen, volgelingen van Vili en Ve.

### Soorten
Er zijn ook bepaalde andere soorten goden of entiteiten. Zo zijn er de Nornen (de schik- of lotsgodinnen) die het web van het leven spinnen. Elke draad stelt het leven van iemand voor.
De Walkuren vormen een andere soort. Zij zijn boodschappers van Odin (soms ook beschouwd als dochters van hem). Ze bedienen de Helden die in het Walhalla zitten. Het zijn de oorlogsgodinnen die tijdens veldslagen met hun wagens rondreden en de krijgers aanspoorden. Richard Wagner componeerde een bekend muziekstuk over dit thema: "Die Walküre".

### Bekende goden

#### Odin
Odin is de alvader, de 'oppergod', van de noordse mythologie aan wie veel van de andere goden hun bestaan te danken hebben. Hij is onder andere de vader van Thor. In de Germaanse mythologie staat hij bekend als Wodan. Odin gaf de dichtkunst en de magie van de runen aan de wereld, hij had een enorme dorst naar kennis en wijsheid. Hij gooide zelfs een oog van zichzelf in Mimirs put om een slok wijsheid te mogen drinken. Hij hing zichzelf ook op aan Yggdrasil, de boom van de kosmos, om de kennis van de dood te vergaren. Hij werd gereanimeerd door de magie van de boom.
Hij is de god van de oorlog, dichtkunst, wijsheid en kennis en woonde in zijn paleis 'Valhall' of 'Walhalla'.

Hij was zelf geen krijger, maar hij inspireerde veel krijgers wel om 'berserk' te gaan. Zijn voorliefde voor strijd en oorlog zorgde ervoor dat de Vikingen Odin aanbaden. Tijdens de Joeltijd reed Odin op 'Sleipnir', zijn achtbenige hengst. Hij werd vergezeld door twee raven Huginn en Muninn ('Geheugen' en 'Gedachte'), die voor hem de wereld rondvlogen om nieuws en wijsheid te verzamelen. De moedigste krijgers werden door de Walkuren opgehaald en naar Odin gebracht om samen met hem in Walhalla elke dag te trainen voor Ragnarok. 's Avonds werd er altijd een zwijn, Saehrimnir, gekookt door Andrhrimnir. Odin had geen eten nodig, hij gaf het vlees dat hij samen met de Einherjar deelde altijd aan zijn 2 wolven, Geri en Freki, voor hem was mede zowel drank als voedsel. Een belangrijk aspect van de verering van Odin was het offeren door ophanging. Ook werd gedacht dat zelfmoord door ophanging een snellere weg naar het Walhalla was. In Ragnarok was Odin voorbestemd om tegen Fenrir, de reuzenwolf, te vechten en door de wolf vermoord te worden. De dag woensdag, is naar verluidt, naar hem (Wodan) genoemd door de Angelsaksen. Odin heette in de Lage Landen waarschijnlijk 'Woen', hiervan is dus onze woensdag afgeleid. Bij de Romeinen staat woensdag voor de dies Mercurii: de dag van Mercurius.

#### Thor
Thor, (ook wel Donar) zoon van Odin, is eveneens zeer bekend en, vooral door de Vikingen, geliefder. Hij is de vernietiger van het kwaad. Zijn belangrijkste attributen zijn de hamer Mjölnir met bijhorende ijzeren handschoenen (om hem beter te kunnen hanteren) en een speciale gordel die zijn verschrikkelijke kracht nog eens verdubbelde. Thor was vertoornd geraakt op Loki doordat die het haar van zijn vrouw Sif had afgeknipt. De verhalen van de avonturen die Thor en Loki samen beleefden zijn erg bekend in de noordse mythologie.
In Ragnarok stond hij tegenover Loki, die zich bij de reuzen gevoegd had. Thor was voorbestemd om Midgaardslang (Jormundgand), de slang die om de negen werelden heen kronkelt, te bevechten maar hij zou daarna verdrinken in het gif dat uit de serpent stroomde. De dag donderdag is naar Thor vernoemd door de Angelsaksen. Thor werd onder de boeren in Scandinavië meer vereerd dan Odin, die meer voor de plunderende Vikingen zorgde.

#### Freya
Freya is de dochter van Njord en de zus van Freyr. Ze is de godin van de liefde, vruchtbaarheid en de schoonheid. Ze had naast haar goede karakter ook een fellere kant. Van tijd tot tijd werpt ze zich met evenveel vuur in een veldslag als een Walkure. Dat is ook de reden waarom Freya soms wordt aangezien als de vrouwelijke aanvoerster van de Walkuren. Odin is en blijft echter hun échte aanvoerder. Freya is oorspronkelijk een van de Wanen.

#### Freyr
Freyr is de zoon van de zeegod Njord en de broer van Freya. Hij is onder meer de god van de vruchtbaarheid en de lente. Zijn bekendste attributen zijn het gouden everzwijn Gullinbursti, zijn rijdier, het opvouwbare gouden schip Skíðblaðnir en zijn zelfvechtend zwaard Sumarbrander, dat werd gesmeed door de witte elfen. Ook Freyr is oorspronkelijk een van de Wanen.

#### Njord
Njord is de vader van Freya en Freyr. Njord is de god van de zee. Oorspronkelijk is ook hij een van de Wanen. Hij koos ervoor om in Asgaard te wonen samen met de Aesir, toen de Wanen en Aesir vrede sloten. Zij die Njord vereerden konden rekenen op een veilige tocht over zee. Mannen die veel land bezaten en veel zonen hadden werden ook door Njord beloond. Njord had een heel vriendelijk en rustig karakter; hij was degene die de zee bedaarde als de andere zeegod Aegir de zee woest gemaakt had. Njord hield van kusten met meeuwen, zwanen en andere heilige vogels. Hij was ook de oorzaak van zomerregen. Skadi (een reuzin) koos Njord als echtgenoot. Dat ging echter niet zomaar. Skadi was vertoornd omdat de goden haar vader hadden gedood. Ze eiste een van de ongetrouwde goden als echtgenoot. De goden stemden in, op voorwaarde dat Skadi alleen de voeten van de ongetrouwde goden zou mogen zien. Skadi wist wie ze zou gaan kiezen. Baldr, de mooiste van alle goden. Toen ze een stevig en mooi paar voeten zag, wist ze zeker dat deze van Baldr waren. Ze waren echter van Njord, die zo`n mooie voeten had gekregen omdat hij er veel mee door de zee waadde. Dus Skadi trouwde met Njord. Het huwelijk werd geen succes omdat geen van beide op de woonplaats van de ander kon leven. Njord kon niet in de bergen leven, hij miste het geluid van de meeuwen en haatte dat van de wolven. Bij Skadi was het precies omgekeerd. Dit was een geluk bij een ongeluk, zo waren de goden Skadi niks meer schuldig en hoefde Njord niet met haar samen te wonen.

#### Týr
Týr was oorspronkelijk de god van de oorlog en het recht. Zijn vader is de reus Hymir, die het niet op de goden heeft. Týr legt zijn hand in de muil van Fenrir (zie Loki) omdat Fenrir de goden niet vertrouwt. Dat komt zo:
Fenrir was toen hij klein was een lief klein wolfje. Toen hij groter was, werd hij gevaarlijk. Dus besloten de goden hem te ketenen. De dwergen smeedden een grote ijzeren ketting. De goden daagden Fenrir uit om te laten zien dat hij de ketting kon verbreken. Ze bonden hem vast, ervan overtuigd dat de ketting te sterk was voor Fenrir. Niks bleek minder waar. Met één ruk aan de ketting verbrak Fenrir hem. De goden waren verbijsterd en gaven de dwergen opdracht een nog dikkere ketting te smeedden. Maar ook deze ketting hield het niet. De goden waren vertoornd, en de dwergen smeedden een koord. Dun, maar schijn bedriegt. Het koord was gesmeed met magie. Toen Fenrir het koord zag, vertrouwde hij het niet. Hij wilde het alleen uitproberen als een god zijn hand in de bek van Fenrir hield. De enige die dat durfde was Týr. Fenrir kreeg het koord niet kapot en was gebonden, maar Týr was zijn hand kwijt.
In oudere vormen van de mythologie was de positie van Týr belangrijker, maar later heeft Odin bijna al zijn functies overgenomen. 

#### Loki
Loki is oorspronkelijk een reuzenzoon, maar koos ervoor zich bij de goden in de Asgard te vervoegen, al beweegt hij zich vrij in alle werelden. Hij is de grappenmaker van de goden, maar zijn grappen balanceren vaak op het randje. Toen hij Baldr doodde, waren de goden vertoornd. Loki wist dat hij op de vlucht moest gaan en verstopte zich als zalm in een rivier. Maar de goden maakten een net, en vingen Loki daarmee. Hij werd met de darmen van zijn zoon vastgebonden op een rots, en er werd een giftige slang boven zijn hoofd gehangen. Sigyn, Loki`s trouwe echtgenote, ving het slangengif op in een schaal. Maar die schaal moest soms geleegd worden. In de tussentijd drupte het gif op Loki`s gezicht en kronkelde hij zo heftig dat hij een aardbeving veroorzaakte in Midgard. Als Ragnarok aanbreekt, zal Loki ontsnappen en meevechten aan de kant van de reuzen. Op het schip Naglfar (een schip gebouwd van de nagels van mensen) zal hij uitvaren met reuzen aan boord. Hij zal uiteindelijk sneuvelen door toedoen van Heimdall, de god met de hoorn en de poortwachter van de godenwereld.

#### Baldr
Baldr is de god van schoonheid. Hij is de zoon van Odin en Frigg en de vader van Forseti, god van gerechtigheid. Overal waar hij kwam bracht hij vrede en goedheid. Deze eigenschappen zorgden ervoor dat iedereen van hem hield maar ze trokken ook de aandacht van Loki, die in zijn toorn Baldr nachtmerries gaf. De goden zagen dit als een teken van een komende dood. Na veel moeite kwam Odin erachter hoe de dood van Baldr zou zijn en probeerde die dood te voorkomen. Hij liet alle planten, dieren, mensen en dingen op aarde een eed zweren. Ze zouden Baldr nooit kwaad doen. Maar een plant zwoer de eed niet. De maretak, omdat die nog te jong was. De goden vermaakten zich met stenen en andere dingen naar Baldr gooien, hij was immer onkwetsbaar. Een iemand kon echter niet meedoen. De blinde broer van Baldr, Hodr. Loki deed alsof hij wilde helpen, gaf Hodr een maretak, en richtte de hand van Hodr. Baldr stierf zoals Odin gezien had. De goden probeerden Baldr terug te kopen van Hel. Deze zei dat ze Baldr alleen terugkregen als iedereen in de negen werelden om hem huilde. Natuurlijk deed iedereen in de negen werelden dit graag. Maar Loki vermomde zich als een reuzin en vertelde de goden dat ze nimmer nooit voor Baldr zou huilen.
Er werd van Baldr gedacht dat hij na Ragnarok (het ultieme gevecht waarna een nieuwe, perfecte wereld geschapen wordt) over de nieuwe wereld zal heersen. Het is waarschijnlijk dat deze gelijkenis met het christendom ervoor gezorgd heeft dat het christendom ook snel door de Vikingen werd overgenomen.

#### Ymir
Ymir of Aurgelmir is in de Noordse mythologie het oudst ontstane levende wezen, Ymir wordt ook wel Brimir en Blainn genoemd in de Edda. Ymir was een rijpreus die uit de Eitr (soort rijp) ontstond die er in de koude wereld nu eenmaal was. Want uit de bron Hvergelmir, de kosmische Ruisende Ketel, stroomden twaalf stromen, die in de Ginnungagap bevroren door de koude van de ijswereld en er verdampten door de hitte van de vuurwereld. Uit de rijp vormde zich dat eerste kosmische wezen, Ymir. De eerste goden Odin, Vé en Vili, die later uit hem voortkwamen, offerden hem op om zijn lichaamsdelen te gebruiken om er de werelden mee te bouwen.

### Namen in de Germaanse mythologie
| Noordse mythologie   | Germaanse mythologie |
| -------------------- | -------------------- |
| Freya (Frøya, Freia) | Frija                |
| Freyr (Frej)         | Fro                  |
| Frigg                | Frija                |
| Loki                 | Loge (Logen)         |
| Njord                |                      |
| Odin                 | Wodan (Woden)        |
| Thor                 | Donar                |
| Týr                  | Tīwaz (Ziu)          |

### Weekdagen
Zes weekdagen zijn naar noordse/Germaanse goden vernoemd, alleen de zaterdag heeft een andere oorsprong.
- Máni - maandag (naar de maangod Máni)
- Týr/Tīwaz - dinsdag (in het Zweeds is dinsdag "tisdag", in het Deens en Noors "tirsdag")
- Wodan/Odin - woensdag (in het Deens, Zweeds en Noors is woensdag "onsdag")
- Donar - donderdag
- Freyja/Freya - vrijdag (in het Deens, Zweeds en Noors is vrijdag "fredag")
- Saturnus - zaterdag (naar de landbouwgod Saturnus, tegelijkertijd de enige dag die is ontleend aan de Grieks-Romeinse mythologie)
- Sunna - zondag (naar de zonnegodin Sunna, in het Deens en Noors is zondag "søndag", in het Zweeds "söndag")

## Ásatrú en Odinisme
Ásatrú en Odinisme zijn moderne vormen van godenverering, gebaseerd op de noords-Germaanse cultuur en mythologie. De godsdienst is een vorm van heidendom, maar het idee van teruggaan naar je noordse wortels, kan men terugvinden in verschillende groeperingen; van linkse, new age- tot neonazigroepen; Ásatrú en andere vormen van noords heidendom kan men onder andere terugvinden in Scandinavië, Duitsland, Nederland, België, Engeland en Noord-Amerika.

## Religieuze gewoonten
Men vereerde de Noordse goden op verschillende manieren. Grote beelden van Thor, Odin en Freyr stonden in de indrukwekkende tempel in Uppsala in Zweden, waar onder andere ook mensenoffers werden gebracht. In de kleinere tempels brachten de priesters dienstoffers, vooral aan Thor en Freyr. Men betoonde zijn eer ook op minder dramatische wijze: men bracht offers aan heilige bossen, rotsen of stenen die men als verblijfplaats van beschermgoden zag. Dit soort offers bestond meestal uit voedsel. Ook bouwde men eenvoudige altaren van opgestapelde stenen in de open lucht. De tempels waren vaak erg eenvoudig. Men koos ook wel natuurlijke heilige plaatsen, zoals Helgafell (Heilige Berg) in West-IJsland. Thorolf Mostur-Beard, een devoot volgeling van Thor, zei dat deze berg zo heilig was, dat niemand er ongewassen naar kon kijken en geen levend wezen daar kwaad zou worden aangedaan. Dezelfde Thorolf volgde ook een wijdverbreide gewoonte door de houten stijlen van zijn hoge stoel overboord te gooien toen zijn schip Ierland naderde. Zo kon Thor hem naar de plek leiden die zijn thuis zou zijn. Thorolf beschouwde deze door Thor aangewezen plek als heilig en niemand mocht hem met bloed ontwijden. Maar ook is bekend dat er in Duitsland een dorp ligt genaamd Wolfangel vernoemd naar een beschermende rune, en in België nabij Dinant de tuinen van Freyr vernoemd naar de Noordse god.